# Bufalino-Familie
Die Bufalino-Familie (Pittston Crime Family, Scranton Wilkes-Barre Family) war eine italo-amerikanische Mafiafamilie der amerikanischen Cosa Nostra und in der nordöstlichen Region von Pennsylvania, bzw. den Städten Scranton, Wilkes-Barre und Pittston aktiv. Seit dem Jahr 2008 gilt die Familie als inaktiv.
Die Bufalino-Familie wurde unter anderem mit Gewerkschaftskorruption, Fälschungen, Prostitution, Kreditwucher und Erpressung, illegalen Glücksspielen und Fahrzeugdiebstahl in Verbindung gebracht, womit die Organisation Hunderte von Millionen von Dollar pro Jahr einnahm. Darüber hinaus übte die Organisation die Kontrolle über eine Vielzahl legitimer Unternehmen wie Güterbeförderung und Sanitär- und Fleisch-Unternehmen. Obwohl die Bufalino-Familie eine der kleineren Organisationen innerhalb der amerikanischen Cosa Nostra ist, wurde das Ausmaß ihres Einflusses und ihre Stärke von der Strafverfolgung und den Medien immens unterschätzt.

## Geschichte
Stefano LaTorre, der erste anerkannte Boss der Verbrecherorganisation emigrierte im Jahr 1903 als eine Führungsfigur einer geheimen Organisation namens Men of Montedoro aus Montedoro (Sizilien) in die Vereinigten Staaten, um eine Operationsbasis in den Gebieten von Pittston, Scranton und Wilkes-Barre aufzustellen. LaTorre schützte vor Ort die Interessen und transatlantische Passage seines Schwagers und Montedoro-Unterwelt-Bosses Santo Volpe.
Im Jahr 1907 wurde LaTorre zusammen mit Charles „Calogero“ Bufalino, dem Onkel des zukünftigen Familien-Oberhaupts „Russell“ Bufalino, wegen Schutzgelderpressung gegen Minenarbeiter verurteilt und trat im Jahr 1908 als Oberhaupt zurück. Nach dem Rücktritt von Stefano LaTorre, wurde Santo Volpe bis zu seinem Tod im Jahr 1933 der neue Boss der Organisation.
Ab dem Jahr 1933 soll der in den 1880er Jahren aus ebenfalls aus Montedoro eingewanderte einstige Bergarbeiter und späterer Mafia-Durchsetzer sowie Alkoholschmuggler John „Giovanni“ Sciandra, der führende Kopf der Organisation geworden sein. Angelo Polizzi wurde von Sciandra zum Consigliere ernannt, was Polizzi bis zu seinem Tod im Jahr 1957 blieb.
Underboss Joseph „Joe the Barber“ Barbara stellte sich ab den 1940er Jahren an die Spitze der Familie, nachdem er bereits viele Jahre für die Familie als sogenannter „Hitman“ gedient hatte und wegen mehrerer Morde unter Tatverdacht stand; die Strafverfolgung hatte jedoch niemals genügend Beweise sammeln können, um Barbara strafrechtlich zu belangen.
Im Jahr 1956 erlitt Barbara einen Herzinfarkt und ernannte Russell Bufalino aufgrund seiner gesundheitlichen Probleme zum amtierenden Boss.
Nach dem berühmten Apalachin-Meeting – einer Zusammenkunft von fast allen Bossen der amerikanischen Cosa Nostra im November 1957, welches in Barbaras Haus in der Gemeinde Apalachin in New York stattfand und von der örtlichen Polizei gestürmt wurde, gewann Barbara erhebliche nationale Aufmerksamkeit und sollte vor einer Untersuchungskommission aussagen. Im Juni 1959, bevor er vor der Kommission hätte erscheinen sollen, starb Joseph Barbara jedoch an einem weiteren Herzinfarkt.
Mit Barbaras Tod erkannte die Mafia-Kommission Rosario „Russell“ Alberto Bufalino als neuen offiziellen Familienboss an. Bufalino wurde bald der Inbegriff eines respektierten, niederträchtigen und intelligenten Mob-Bosses, der die Autorität zu delegieren und seine wahre Macht und seinen Einfluss zu verbergen verstand. Er wurde allseits gemocht und zeigte nie seinen Reichtum und seine Macht.
1974 begann Bufalino, den Einfluss seiner Familie auf Upstate New York auszudehnen. Der Tod des berüchtigten Buffalo-Oberhaupts Stefano Magaddino, hatte die dortige Familie gespalten und ihre Macht vermindert. Bufalino schickte Familienmitglieder in die Hochlandregion um Glücksspielbetriebe aufzustellen und auf mögliche Investitionen in der Bauindustrie zu prüfen.
1977 wurde Bufalino wegen Erpressung angeklagt und unternahm Schritte, um die Möglichkeit einer größeren Strafe zu reduzieren. Er ernannte seinen Cousin und Consigliere Edward Sciandra zum amtierenden Boss und zog sich aus dem Tagesgeschäft der Familie zurück. Vier Jahre später, nach seiner Entlassung aus dem Gefängnis im Jahr 1982, wurde Bufalino ein hochrangiges Ziel für Bundesermittler. Durch den Pentito Aladena „Jimmy the Weasel“ Fratianno, der in den späten 1970er Jahren Regierungszeuge wurde, wurde Bufalino erneut angeklagt und zu 10 Jahren Haft verurteilt, da er Fratianno den Befehl gegeben hatte, den Gerichtszeugen aus dem Jahr 1977 zu ermorden.
Im Jahr 1989, demselben Jahr in dem Bufalino aus der Haft entlassen wurde, wurde William D’Elia zum neuen amtierenden Boss ernannt und 1994 das offizielle Oberhaupt, nachdem Bufalino im Alter von 90 Jahren eines natürlichen Todes starb. D’Elia erweiterte die legitimen Operationsfelder der Organisation um Abfallwirtschaft und Aktiengeschäfte.
Am 31. Mai 2006 wurde D’Elia wegen Geldwäsche in höhe von 600.000 Dollar durch illegale Erträge aus dem Drogenmilieu angeklagt. Als D’Elia erfuhr, dass ein Mittäter gegen ihn aussagen könnte, plante er ihn zu töten. Im August 2006 erklärte D’Elia unwissentlich einem Informanten, dass er ihm Fotos eines Anklagevertreters geben und ihm später signalisieren würde, den Mann zu töten. Im November 2006 wurde D’Elia wegen Verschwörung zum Mord und neuer Anzeigen wegen Geldwäsche angeklagt. Im Jahr 2008 wurde er inhaftiert und Februar des Jahres 2013 entlassen.
Laut James F. Kanavy, einem ehemaligen Ermittler der Pennsylvania Commission on Crime and Delinquency, ist die Bufalino-Familie heute nicht mehr existent.

## Historische Führung

### Oberhaupt der Familie
Nicht immer ist das Oberhaupt einer Familie so eindeutig zu identifizieren; insbesondere, wenn durch eine Haftstrafe ein anderes Familienmitglied in den Vordergrund rückt. Die Betrachtung von außen macht es nicht immer einfach, ein neues Oberhaupt als solches zu erkennen bzw. dessen genaue Amtszeit festzustellen. Außerdem scheint sich gewissermaßen ein Präsidialsystem durchzusetzen; d. h. das Oberhaupt verlagert seine Macht mehr auf einen sogenannten „acting boss“ und/oder „street boss“, die ihrerseits wiederum das Oberhaupt als solches weiter anerkennen, auch wenn es zum Beispiel in Haft sitzen sollte.
| Zeitraum  | Name                               | Spitzname           | Lebenszeit | Todesursache    | Anmerkung            |
| --------- | ---------------------------------- | ------------------- | ---------- | --------------- | -------------------- |
| 1905–1908 | Stefano LaTorre                    | Steve               | 1886–1984  | natürlicher Tod |                      |
| 1908–1933 | Santo Volpe                        | King of The Knights | 1880–1933  | natürlicher Tod |                      |
| 1933–1940 | John „Giovanni“ Sciandra           | Johnny              | 1899–1949  |                 |                      |
| 1940–1959 | Joseph Barbara                     | Joe the Barber      | 1905–1959  | Herzinfarkt     |                      |
| 1959–1994 | Rosario „Russell“ Alberto Bufalino | McGee               | 1903–1994  | natürlicher Tod | 1978–1982 inhaftiert |
| 1994–2008 | William D’Elia                     | Big Billy           | 1946–heute |                 | 2008–2013 inhaftiert |

Acting Boss
- 1956–1959: Rosario Alberto „McGee“ Bufalino; wurde 1959 Boss
- 1977–1989: Edward „Eddie The Conductor“ Sciandra; 1981–1982 inhaftiert
- 1989–1994: William „Big Billy“ D’Elia; wurde 1994 Boss

### Underboss der Familie
Der Underboss ist die Nummer zwei in der Verbrecher-Familie, er ist der stellvertretende Direktor des Syndikats. Er sammelt Informationen für den Boss, gibt Befehle und Instruktionen an die Untergebenen weiter. In Abwesenheit des Bosses führt er die Organisation an.
| Zeitraum  | Name                     | Spitzname      | Lebenszeit | Todesursache    | Anmerkung              |
| --------- | ------------------------ | -------------- | ---------- | --------------- | ---------------------- |
| 1933–1940 | Joseph Barbara           | Joe the Barber | 1905–1959  | Herzinfarkt     | wurde 1940 Boss        |
| 1940–1959 | Rosario Alberto Bufalino | McGee          | 1903–1994  | natürlicher Tod | wurde 1956 Acting Boss |
| 1960–1990 | James David Osticco      |                | 1913–1990  | natürlicher Tod | 1983–1988 inhaftiert   |

### Consigliere der Familie
Auf derselben Ebene wie der Underboss steht der Consigliere, der Berater der kriminellen Familie. Es handelt sich meist um ein älteres Mitglied der Familie, das in seiner kriminellen Karriere die Stellung des Bosses nicht erreicht und sich nun teilweise von der aktiven kriminellen Tätigkeit zurückgezogen hat. Er berät den Boss und den Underboss und hat dadurch einen beträchtlichen Einfluss und erhebliche Macht.
| Zeitraum  | Name            | Spitzname           | Lebenszeit | Todesursache    | Anmerkung              |
| --------- | --------------- | ------------------- | ---------- | --------------- | ---------------------- |
| 1933–1957 | Angelo Polizzi  |                     | ????–1957  | natürlicher Tod |                        |
| 1957–1977 | Edward Sciandra | Eddie The Conductor | 1912–2003  |                 | wurde 1977 Acting Boss |